# Virslīga 1994
L'edizione 1994 della Virslīga fu la 3ª del massimo campionato lettone di calcio dalla ritrovata indipendenza e la 20ª con questa denominazione; vide la vittoria finale dello Skonto Rīga, giunto al suo terzo titolo.
Capocannoniere del torneo fu Vladimirs Babičevs (Skonto Rīga), con 14 reti.

## Stagione

### Novità
Dalla seconda serie furono promosse Gemma-RFS e Baltnet Daugavpils; quest'ultima cambiò nome in Ķīmiķis; il Vairogs Rēzekne, retrocesso, fu riammesso, mentre il Gauja Valmiera, altra retrocessa, si iscrisse regolarmente in seconda serie. Per portare il numero di squadre da dieci a dodici fu ammessa anche la terza classificata della 1. Līga 1993, che era la formazione riserve dello Skonto; da quel momento divenne società autonoma col nome di Interskonto. Su dodici squadre partecipanti ben sette provenivano dalla capitale Riga.

### Formula
Il campionato era formato da dodici squadre che si incontrarono in gare di andata e ritorno per un totale di 22 turni; erano assegnati due punti alla vittoria, un punto al pareggio e zero per la sconfitta.
Le ultime due classificate retrocessero in 1. Līga.

## Squadre partecipanti
| Club            | Città      | Stagione precedente                               |
| --------------- | ---------- | ------------------------------------------------- |
| Auseklis        | Daugavpils | 5° in Virslīga                                    |
| DAG Riga        | Riga       | 8° in Virslīga                                    |
| Gemma           | Riga       | 1° in 1. Līga, promossa                           |
| Interskonto     | Riga       | 3° in 1. Līga, riammessa                          |
| Ķīmiķis         | Daugavpils | 2° in 1. Līga, promossa                           |
| Liepāja         | Liepāja    | 7° in Virslīga                                    |
| Olimpija Rīga   | Riga       | 2° in Virslīga                                    |
| Pārdaugava      | Riga       | 4° in Virslīga                                    |
| RAF Jelgava     | Jelgava    | 3° in Virslīga                                    |
| Skonto          | Riga       | Campione lettone                                  |
| Vairogs Rēzekne | Rēzekne    | 9° in Virslīga, retrocesso e in seguito riammesso |
| Vidus Riga      | Riga       | 6° in Virslīga                                    |

## Classifica finale
|                     | Pos. | Squadra         | Pt | G  | V  | N  | P  | GF | GS | DR  |
| ------------------- | ---- | --------------- | -- | -- | -- | -- | -- | -- | -- | --- |
| Lettonia (bandiera) | 1.   | Skonto          | 42 | 22 | 20 | 2  | 0  | 76 | 9  | +67 |
|                     | 2.   | RAF Jelgava     | 33 | 22 | 13 | 7  | 2  | 38 | 11 | +27 |
|                     | 3.   | DAG Riga        | 29 | 22 | 11 | 7  | 4  | 34 | 16 | +18 |
|                     | 4.   | Olimpija Rīga   | 28 | 22 | 10 | 8  | 4  | 32 | 19 | +13 |
|                     | 5.   | Vairogs Rēzekne | 24 | 22 | 9  | 6  | 7  | 28 | 27 | +1  |
|                     | 6.   | Pārdaugava      | 22 | 22 | 6  | 10 | 6  | 24 | 24 | +0  |
|                     | 7.   | Vidus Riga      | 21 | 22 | 8  | 5  | 9  | 21 | 34 | -13 |
|                     | 8.   | Interskonto     | 17 | 22 | 5  | 7  | 10 | 17 | 27 | -10 |
|                     | 9.   | Auseklis        | 17 | 22 | 5  | 7  | 10 | 26 | 29 | -3  |
|                     | 10.  | Gemma           | 14 | 22 | 4  | 6  | 12 | 18 | 45 | -27 |
|                     | 11.  | Liepāja         | 9  | 22 | 2  | 5  | 15 | 16 | 46 | -30 |
|                     | 12.  | Ķīmiķis         | 8  | 22 | 1  | 6  | 15 | 10 | 53 | -43 |

### Verdetti
- Skonto Rīga Campione di Lettonia 1994 e qualificato al turno preliminare di Coppa UEFA.
- RAF Jelgava qualificato al turno preliminare di Coppa UEFA.
- DAG-Liepāja[5] ammesso al turno preliminare di Coppa delle Coppe grazie al secondo posto in Coppa di Lettonia 1995.
- Liepāja[5] e Ķīmiķis retrocesse in 1. līga.